# 루팡 3세 vs 명탐정 코난
《루팡 3세 VS 명탐정 코난》(일본어: ルパン三世VS名探偵コナン 루팡 산세이vs메이탄테이 코난[*])은 니혼 TV 개국 55주년 및 요미우리 TV (ytv) 개국 50주년 개국 기념 프로그램으로, '루팡'과 《명탐정 코난》(아오야마 고쇼 원작)과의 크로스 오버 작품이다. 한국에서는 2014년 5월 23일 투니버스에서 더빙판으로 방영되었다.

## 개요
NTV의 자랑 괴도 신사 '루팡 3세' 측과 ytv의 자랑인 탐정 '에도가와 코난'과의 공동 출연 작품으로, 방송의 약 2년전부터 프로젝트가 움직이기 시작했다. 방송에 앞서 많은 PR을 해 방송 주 주간 소년 선데이는 출판사의 테두리를 넘어 루팡 3세와 코난의 표지가 게재된 다른 두 원작자 인터뷰도 게재되었다. 배경은 가상의 왕국이며 '루팡 3세'에서 자주 《명탐정 코난》의 추리로 범인을 추적해 나가는 것이 주요 내용이다.
캐릭터는 명탐정 코난 측의 등장 인물 일부, 즉 모리 탐정 사무소의 일원과 일부 경찰 관계자, 스즈키 소노코 뿐이며, 중반 이후에는 모리 부녀와 코난 뿐이다. 코난이 있을 수 없는 높이에서 무사히 착지하는 장면이나 란, 에로 장면에 등과 함께 그녀의 과도한 망상 장면을 비롯해 상당히 코믹한 묘사도 있는 등, 본작 방송 당시 《명탐정 코난》TV 시리즈를 기준으로 비교하면 특별한 연출이 담겨있다.
참고로 후지코의 에로 장면이나 루팡의 다이빙 (단, 제 2 기 OP는 좌우 대칭), 코난이 스케이트 보드로 펼치는 차 추적신 같은 양자의 약속도 도입되고, 아이캐치도 쌍방('루팡 3세' 영상은 제 2기 버전)의 것이 사용되었다. 또한 시간과 장소 등 상황을 보여주는 장면은 《루팡 3세》에서 채택된 타자기 소리와 함께 표시되었다. 이와 더불어 BGM에 대해서도 양측의 것을 사용하고 있다. 오프닝과 엔딩 테마는 '루팡 3세 테마'였다. 그 외에 '명탐정 코난'을 상징하는 곡인 '명탐정 코난 메인 테마'도 코난 초연 때나 차를 추적하는 장면, 절정 같은 장면에 사용되었다.
한편 '루팡 3세' 측은 '루팡 3세 : 루팡 VS 복제 인간'이나 '루팡 3세 : 칼리오스트로의 성' 등 극장판에 대한 언급이 등장했고, 권총을 사용하는 장면은 거의 존재하지 않는다. 그렇다고 특별한 연출이 없는 것은 아니었다. 또, 본작 전용 서브 캐릭터에 대해서는 '루팡 3세'와 '명탐정 코난' 쌍방의 캐릭터 디자인에 준한 것이 혼재하고 있다.

## 줄거리
베스파니아 왕국의 사쿠라 여왕과 질 왕자가 엽총 사고로 사망했다. 이 소식은 전 세계적으로 보도되면서 루팡과 에도가와 코난의 귀에도 들어간다.
사쿠라 여왕의 딸이었던 밀러 왕녀가 왕위를 계승하게 되었는데, 밀러는 어머니와 오빠의 갑작스런 죽음을 받아들이지 못하고 차기 여왕 자리를 거절하고 방문한 일본 도쿄에서 경호원의 손을 헤쳐 도망쳐 버린다.
거리에서 자신과 닮은 소녀 모리 란과 만난 밀러, 그녀와 복장을 바꾸는 것으로, 추적에서 벗어나려고 계획한다. 다음으로 미네 후지코에게 도움을 받으며 반대 공주파의 습격과 코난의 추적도 뿌리친 밀러는 신분에 얽매이지 않는 자유를 만끽하지만, 사정을 설명하려고 호텔로 돌아온 란은 희생양으로 베스파니아 왕국으로 끌려가 버린다.
그 무렵, 루팡은 베스파니아 왕국에 전해지는 비보 "퀸 크라운"을 겨냥하여, 선행 차원으로 이미 왕국 안으로 잠입한 지겐 다이스케와 합류한다. 또한, 루팡은 왕궁의 보물 창고가 아니라 세계적으로도 희귀한 광물 "베스파니아 광석" 광산에 잠입한다. 그리고 란을 쫓는 코난도 베스파니아 왕국 특별 항공기에 밀항, 왕국으로 '밀입국' 한다.
이렇게, 루팡 일당과 코난 일행을 둘러싼 사건이 막을 연다. 과연 루팡은 "퀸 크라운 "을 얻을 수 있을 것인가? 또, 코난은 사쿠라 여왕과 질 왕자의 죽음의 진상을 파헤칠 수 있을까?

## 성우진

### 《루팡 3세》 측 인물
- 아르센 루팡 3세 - 쿠리타 칸이치  강수진
- 지겐 다이스케 (알마로스) - 고바야시 키요시  강구한
- 이시카와 고에몬 (검객) - 이노우에 마키오  김수중
- 미네 후지코 (산드라) - 마스야마 에이코  김현심
- 제니가타 코이치 (조대포 경감) - 나야 고로  이인성

### 《명탐정 코난》측 인물
- 쿠도 신이치 (남도일) - 야마구치 캇페이  강수진
- 에도가와 코난(작아진 신이치) (코난(작아진 도일)) - 타카야마 미나미  김선혜
- 모리 란 (유미란) - 야마자키 와카나  이현진
- 모리 코고로 (유명한) - 카미야 아키라  이정구
- 메구레 쥬죠 (골롬보 반장) - 챠후린  조동희
- 다카기 와타루 (신형선 형사) - 다카기 와타루  김광국
- 스즈키 소노코 (정보라) - 마쓰이 나오코  이용신

### 《스페셜 게스트》측 인물
- Princess Miller (미라공주) - 윤미나 / 호리에 유이
- Count Keith - 김승준 / 미도리카와 히카루
- Queen Sakura - 김보영 / 스즈키 히로코
- Prince Gill - 김명준 / 후쿠야마 준
- Duke Gerald - 김기현 / 야라 유사쿠

## 제작진
- 원작: 몽키 펀치, 아오야마 고쇼
- 음악: 오노 유우, 오노 카츠노
- 기획: 니혼 TV, 요미우리 TV
- 제작: 루팡 3세 vs 명탐정 코난 제작 위원회

## 관련 정보

### 협연 정보
본작 이전에도 "루팡 3세"와 "에도가와 코난"이 적지만 〈공연〉하는 장면이 몇 번 등장하고 있다. 이하의 3개는 양자의 애니메이션 제작사가 같은 도쿄 무비이기 때문에 가능하게 되었다.
- 1998년에 방영된 《루팡 3세》TV스페셜 제 10기《루팡 3세 불꽃의 기억 〜TOKYO CRISIS〜》의 오프닝에서 코난으로 보이는 인물이 군중 속에서 등장하고 있다. 또한 코난의 옆에는 코고로와 란으로 보이는 캐릭터도 있다.
- 2007년에 극장에서 공개되는《명탐정 코난》극장판 제 11기《명탐정 코난: 감벽의 관》에서 사토 형사의 첫사랑이 루팡 3세인 것으로 밝혀지고 있다.
- 2008년에 출시된 OVA 제 3탄 《루팡 3세 GREEN vs RED》에도가와 코난과 란으로 보이는 인물이 잠시 등장하고 있다.

### 배역 정보

#### 성우진 정보
재방송된 특집에 나온 바에 따르면 《명탐정 코난》측의 멤버들은「주요 캐릭터」와 「예전에 《루팡 3세》에 참여한 적이 있는 성우의 담당 캐릭터」를 중심으로 사건이 진행되도록 선택적인 각본화가 이루어진 사실이 밝혀졌다.(이하 《루팡 3세》에 출연한 성우.)
타카야마 미나미
《루팡 3세(일본어: ルパン三世) - DEAD OR ALIVE》（오리엔다 역）
미쓰이 나오코
《루팡 3세(일본어: ルパン三世) - 타올라라 참찰검》（키쿄우）
《루팡 3세(일본어: ルパン三世) - 천사의 책략 ～꿈의 조각은 살인의 향기～》（에밀리・오브라이언/스파이더・에밀리）
차후린
《루팡 3세(일본어: ルパン三世) - 타올라라 참찰검》（가부키 발표자）
《루팡 3세(일본어: ルパン三世) - DEAD OR ALIVE》（야채가게의 정보원）
스즈키 히로코
《루팡 3세(일본어: ルパン三世) - TV 제2시리즈》（린다, 마담X）
쿠노스기 타이텐
《루팡 3세(일본어: ルパン三世) - 사랑의 다카포〜후지코의 불운한 날들〜》（로잘리아의 부친）
《루팡 3세(일본어: ルパン三世) - 보물반환 대작전!!》（마크）
《루팡 3세(일본어: ルパン三世) - 안개의 엘류시브》（타카야의 부친）
《루팡 3세(일본어: ルパン三世) - 살아있던 마술사》（손님）
- 성우 면에서 크로스 오버 특유의 연출이, 쿠리타 칸이치가 카미야 아키라의 대표 작인 "켄시로" (음료가 전혀 나오지 않는 자동 판매기의 봉인된 구멍을 찌르는 설정)을, 카미야 아키라가 루팡을 연기하는 장면 (루팡이 '코고로'로 변장하고 있다는 설정)도 있었다.

#### 캐릭터 모델
재방송된 특집에서는 아오야마에 의해 "루팡 3세"의 영향을 받은 캐릭터가 밝혀지게 되었다. 아오야마의 연령 때문인지 "루팡 3세 (TV판 제 2 시리즈)"의 영향력이 크게 작용했다.
- 오기타 소지 - TV판 제 2 시리즈 제 71화《루팡 대 신선조》의 등장인물로 오기타 소지의 손자되는 인물. 《명탐정 코난》과 《야이바》에서도 게스트로 같은 이름의 캐릭터가 등장한다. 하지만 《코난》 및 《야이바》에 등장하는 오기타 소지는 선대 오기타 소지의 6대 후손이다.
- 브론코 - 《루팡 3세》 TV판 제 2시리즈 제 72화《스케이트 보드 살인사건》의 등장인물. 프로그램 내에서「스케이트 보드로 범인을 추격하는 것이 코난에 가까운 인물」로 설정되어 있을 뿐이지만 형사 콜롬보의 아들로 콜롬보 대신 수수께끼를 푸는 등 공통점이 많다.
- 루팡 3세 - 《루팡 3세》의 주인공. 프로그램 내에서 《명탐정 코난》의 외부 작품에 속하는《매직 카이토》내에서 괴도 키드의 별명「헤이세이의 루팡」및 쿠로바 카이토와 나카모리 아오코의 관계, 괴도키드가 예고장을 보내는 점 등에서 그 원형(롤 모델)이 되었다.
- 미네 후지코 - 《루팡 3세》의 여주인공. 코난（쿠도 신이치）의 생모、쿠도 유키코의 유키코는《루팡 3세 (TV판 제 1 시리즈)》에서 후지코의 목소리를 맡은 니카이도 유키코에서 유래했다. 또한 유키코의 구성(旧姓, 옛 이름)인 「후지미네」또한 미네 후지코에서 따왔다.

#### 미공개 정보
- 본 작품의 홍보에 사용된 이미지 컷에는 자동 판매기를 사이에 두고 루팡과 코난이 서로 시선을 맞춘다는 설정이 있다. 또 자동 판매기에 전시된 깡통에는 본작에 등장하는 캐릭터들이 그려져 있지만 그 안에는 본작에 등장하지 않았던 아가사 박사의 모습도 확인할 수 있다. 또한 극중에서 오키노 요코도 이름만 등장하고 있다.
- "루팡 3세" 측의 아이 캐치는 제 2기의 것과 같은 음악이 사용되었으나 애니메이션 부분은 본작을 위해 새로 그려져 있다. 버전은 두 가지로 벤츠의 색이 노란색인 것과 붉은색인 것이 있다. 또한 루팡의 복장도 본작에 맞춰 빨간색 재킷에 노란색 넥타이를 맨 것으로 변경되고 있다.
- 본편의 시작 부분에 등장하는 뉴스 속보의 자막은 일본 TV의 뉴스 네트워크 이름인 " NNN"이 그대로 나온 직후에 바뀐 방송 스튜디오도 NNN 스튜디오 (닛폰테레비가 시오도메 이전 전에 사용하던 것)이 재현되어 있었다.
- 본 작품은 2 작품 이전 작품인 '루팡 3세 안개 일류시브' 이래, "루팡 3 세"의 TV 작품으로는 2번째 고화질로 제작된 작품이다. (다만 "안개의 엘류시브"도 실제로는 4:3 사이즈의 사이드 패널 부착의 방송이었기에, 매년 TV 스페셜로서는 아직도 순수한 하이비젼 제작을 하지 않았다고 볼 수 있다.)
- 2009년 7월 24일, 본작의 DVD 및 Blu-ray Disc가 발매되었다. (임대형 DVD도 동시에 발매.) 그 때, 루팡과 모리 란이 동승하고 있는 할리를 배경으로 코난이 스케이트 보드를 날리고 있다는 디자인의 재킷 일러스트가 그려졌다. 또한, Blu-ray 버전은 두 작품의 장편 작품에 앞서 발매되었다.
- 방송 시간 동안 명탐정 코난과 얏타맨의 방송 시간 이동 공지가 흘렀다. 또 본작의 방송보다 금요 오프닝 애니메이션이 리뉴얼되어 있다.

### 발매 정보
이 스페셜은 5월 23-29일 동안 일본 애니메이션 랭킹 1위였다. DVD는 발표된 첫 번째 주에 7천장 이상 팔렸다. 블루레이는 2009년 7월 27일부터 8월 2일 동안 세 번째로 가장 많이 팔렸고, 11월 29일에는 20위 안에 들었다.

## 같이 보기
- 명탐정 코난
- 루팡 3세
- 아르센 뤼팽